# La Furie du désir
Pour plus de détails, voir Fiche technique et Distribution.
La Furie du désir (Ruby Gentry) est un film américain en noir et blanc réalisé par King Vidor, sorti en 1952.

## Synopsis
Dans une petite ville de Caroline du Nord, vit Ruby, une orpheline élevée par de riches notables de la région, les Gentry. De caractère sauvage, la jeune fille éprouve une passion sans bornes pour Boake Tackman, le propriétaire d’un domaine familial. Revenu d’un long voyage, Boake est désormais décidé à assécher les marais salants qui ont envahi ses terres. Depuis longtemps, sa famille avait laissé à l’abandon le domaine transformé peu à peu en marécages à la suite d’une grande inondation. 
Malgré son attirance pour Ruby, le jeune homme la délaisse pour épouser Tracy, une fille de bonne famille dont le père veut financer le projet d’assainissement des marais. Par dépit, Ruby épouse le riche industriel Jim Gentry dont la femme vient de mourir d’une longue maladie. Au cours d’une soirée, Boake et Ruby se retrouvent et dansent ensemble. Jim, jaloux, provoque une bagarre. Le lendemain, Ruby présente ses excuses à son mari mais ce dernier meurt d’un accident au cours d’une sortie en mer. Toute la ville accuse Ruby de meurtre et la persécute : jets de pierre à sa porte, coups de téléphones anonymes... 
Maintenant à la tête de la fortune de son mari, Ruby décide de se venger de cette communauté qui l'a toujours rejetée en ruinant tous les nombreux débiteurs de son mari. Boake était également endetté auprès de Jim ; Ruby va le trouver et lui offre d’éponger la dette. Mais il la repousse de nouveau. Elle décide alors de noyer les terrains de Boake regagnés au marécage et qui maintenant lui appartiennent, ruinant ainsi tous les rêves du jeune homme. Au cours d’un ultime affrontement dans les marécages, Boake veut étrangler Ruby mais leur désir refait surface et ils finissent par s’avouer leur passion. Le frère de Ruby, un illuminé fanatique habitué à jeter l’opprobre sur sa sœur, tire sur eux et tue Boake avant d’être abattu par sa sœur.

## Fiche technique
- Titre original : Ruby Gentry
- Titre français : La Furie du désir
- Réalisation : King Vidor
- Scénario : Silvia Richards d'après une histoire de Arthur Fitz-Richard
- Direction artistique : Daniel Hall
- Décors : Edward G. Boyle
- Costumes : Bill Edwards, William Edwards, Marie Hermann, Valentina pour Jennifer Jones et Sam Benson (non crédité)
- Photographie : Russell Harlan
- Son : Jean L. Speak, John Speak
- Musique : Heinz Roemheld
- Montage : Terry O. Morse
- Production : King Vidor et Joseph Bernhard
- Société de production : Bernhard-Vidor Productions
- Société de distribution : Twentieth Century-Fox Film Corp.
- Pays de production :  États-Unis
- Langue : anglais
- Format : noir et blanc — 35 mm — 1,37:1 — Son : Mono (Western Electric Sound System)
- Genre : drame sentimental
- Durée : 82 minutes
- Dates de sortie :
  - États-Unis : 25 décembre 1952 (première à New York)
  - France : 2 décembre 1953
- Affiche : Boris Grinsson (France)

## Distribution
- Jennifer Jones (V.F : Monique Mélinand) : Ruby Gentry
- Charlton Heston (V.F : Jacques Erwin) : Paul/ Boake Tackman
- Karl Malden  (V.F : Lucien Bryonne) : Jim Gentry
- Tom Tully  (V.F : Jacques Ferreol) : Jules/Jud Corey
- James Anderson  (V.F : Roger Rudel) : Lucien/Jewel Corey
- Josephine Hutchinson : Letitia Gentry
- Phyllis Avery : Therese/Tracy McAuliffe
- Herbert Heyes  (V.F : Raymond Rognoni) : Juge Tackman
- Myra Marsh : Ma Corey
- Charles Cane  (V.F : Marc Valbel) : Charlie/Cullen McAuliffe
- Sam Flint  (V.F : Paul Villé) : Neil Fallgren
- Frank Wilcox  (V.F : Marcel Painvin) : Clyde Pratt
- Barney Phillips  (V.F : Jean Martinelli) : dr. Saul manfred/louis
- Thomas Browne Henry  (V.F : Georges Hubert) : le propriétaire de l'entrepôt de coton
- Dayton Lummis (non crédité)  (V.F : Gérard Ferrat) : l'avocat de Ruby
- Peter Adams :  (V.F : Raymond Loyer) : Joage, le joueur de golf
- Selmer Jackson :  (V.F : Maurice Pierrat) : le membre du Country Club au bar questionnant Jim Gentry

## Autour du film
- "Ruby," le thème musical du film, devint un succès, sur lequel le parolier Mitchell Parish ajouta plus tard des paroles. Cette chanson devint un des standards de Ray Charles[1].